# Col de la Croix (Giura)
Col de la Croix è un valico nelle Massiccio del Giura nel Canton Giura, Svizzera. Collega la località di Courgenay con quella di Saint-Ursanne. Scollina a un'altitudine di 789 m s.l.m. In Svizzera esiste un altro passo con lo stesso nome nel canton Vaud.